# Abdullah bin Nasser bin Khalifa Al Thani
El jeque Abdullah bin Nasser bin Khalifa Al Thani (árabe: عبدالله بن ناصر بن خليفة آل ثاني)-(n. ¿?, 1959) es un político, científico, abogado y policía catarí. Fungió como Primer Ministro de Catar, desde el día 26 de junio de 2013 hasta el día 28 de enero de 2020, sucediendo en el cargo al anterior Primer Ministro Hamad bin Jassem bin Jabr Al Thani.
Está casado y tiene seis hijos.

## Biografía
Nacido en Catar en el año 1959, es proveniente de una familia de jeques, es el hijo del jeque Nasser bin Khalifa Al Thani, bisnieto de Ahmed bin Muhammad Al Thani, primo tercero del antiguo Emir de Catar Mohammed bin Thani y también es pariente lejano del también ex-Emir de Catar Hamad bin Jalifa Al Thani.
Años más tarde se trasladó hacia Inglaterra donde se graduó en ciencias en el año 1984 por la
Universidad de Durham y posteriormente se trasladó al Líbano donde se licenció en derecho en 1995 por la Universidad Árabe de la ciudad de Beirut.
Tras haber finalizado sus estudios universitarios, regresó a Catar, y entró en la Policía de Catar, donde obtuvo su primer cargo siendo designado como Oficial de Patrulla de la sección policial de rescate, después fue Oficial de Seguridad para los estadios de la capital de Doha, luego fue designado como Comandante de Apoyo en la brigada de la sección policial de emergencias, seguidamente fue Comandante de la brigada de operaciones especiales del departamento especial de seguridad vigente y también como Comandante de la unidad especial del departamento de hasta que el día 28 de diciembre del año 2001 fue escogido como Director Asistente del mismo departamento de las fuerzas de seguridad especiales para los asuntos de operaciones.
En el año 2004, después de haber ocupado diversos cargos de gran responsabilidad dejó su carrera policial para dedicarse al mundo de la política por Partido Independiente, entrando así en el gobierno catarí, donde el día 15 de febrero del año 2005 fue nombrado Ministro de Estado para los asuntos interiores.
Posteriormente tras haberse realizado un cambio en el gabinete del gobierno central del país al que pertenece desde su nombramiento como ministro tras las Elecciones Legislativas de Catar, reemplazó al político Hamad bin Jassem bin Jabr Al Thani en su cargo el día 26 de junio de 2013, donde se convirtió en el 5º Primer Ministro de Catar, en el gobierno del Emir Tamim Al Thani.
Durante todo este tiempo, Sheikh Abdullah, fue un gran promotor en la lucha contra el terrorismo, de la cual ha sido partícipe en numerosos seminarios, reuniones y conferencias internacionales contra el terrorismo, donde ha participado en la preparación de un proyecto de acuerdos y cooperación de seguridad para combatir el terrorismo, fue miembro de la Conferencia Internacional sobre la Seguridad Pública y el Terrorismo y del Programa de Protección y de Seguridad Preventiva, ambos celebrados en la ciudad de Nueva York.
También participó en la reunión de coordinación para combatir el terrorismo internacional de la Organización para la Cooperación Islámica (OCI), participó en un equipo de especialistas junto al Ministerio de Interior de Catar para la Convención internacional contra el terrorismo y es el presidente de la Comisión Nacional de Catar para la lucha contra el terrorismo.
El 28 de enero de 2020, tras presentar su renuncia, fue sucedido por Khalid bin Khalifa bin Abdul Aziz Al Thani.
En el mundo del deporte, es actualmente el presidente del club más importante del país que juega en la Liga de fútbol de Catar, Lekhwiya Sports Club (Lekhwiya SC).

## Antepasados[4]
|  |                                |  |  |  |  |  |  |  |  |  |  |  |  |  |  |  |
|  | 16. Mohammed bin Thani         |  |  |  |  |  |  |  |  |  |  |  |  |  |  |  |
|  |                                |  |  |  |  |  |  |  |  |  |  |  |  |  |  |  |
|  |                                |  |  |  |  |  |  |  |  |  |  |  |  |  |  |  |
|  | 8. Ahmed bin Muhammed Al Thani |  |  |  |  |  |  |  |  |  |  |  |  |  |  |  |
|  |                                |  |  |  |  |  |  |  |  |  |  |  |  |  |  |  |
|  |                                |  |  |  |  |  |  |  |  |  |  |  |  |  |  |  |
|  | 4. Khalifa bin Hamad Al Thani  |  |  |  |  |  |  |  |  |  |  |  |  |  |  |  |
|  |                                |  |  |  |  |  |  |  |  |  |  |  |  |  |  |  |
|  |                                |  |  |  |  |  |  |  |  |  |  |  |  |  |  |  |
|  | 2. Nasser bin Khalifa Al Thani |  |  |  |  |  |  |  |  |  |  |  |  |  |  |  |
|  |                                |  |  |  |  |  |  |  |  |  |  |  |  |  |  |  |
|  |                                |  |  |  |  |  |  |  |  |  |  |  |  |  |  |  |
|  | 1. Jeque Abdullah bin Nasser   |  |  |  |  |  |  |  |  |  |  |  |  |  |  |  |
|  |                                |  |  |  |  |  |  |  |  |  |  |  |  |  |  |  |
|  |                                |  |  |  |  |  |  |  |  |  |  |  |  |  |  |  |